# Die Claymore-Saga
Die Claymore-Saga (Der Schicksalskampf des Keltenreichs) von MB ist die deutsche Version des englischen Brettspiels Battle Masters, das 1992 erschien. Es ist ein Fantasy-Strategiespiel mit über 100 Miniaturen (Spielfiguren von Citadel Miniatures), das in Zusammenarbeit mit Games Workshop entwickelt wurde.
Die Claymore-Saga ist ein Spiel für 2 oder mehr Spieler ab 10 Jahren, in dem jeder Spieler eine Armee bzw. zugewiesene Einheiten einer Armee führt und versucht, seinen Gegner in einer offenen Feldschlacht zu besiegen.

## Spielaufbau
Die Miniaturen bestehen aus verschiedenfarbigem Kunststoff und müssen vor dem ersten Spiel zum Teil zusammengesetzt und auf Basisplatten gesteckt werden. Dabei bilden in der Regel mehrere Figuren auf einer Basisplatte ein Regiment. Die insgesamt 25 Regimenter des Basisspiels sind zwei Armeen zugewiesen: dem Kaiserlichen Heer und der Schattenarmee. Jede Armee besteht dabei aus nur ihr zur Verfügung stehenden Truppentypen, wie kaiserlichen Armbrustschützen, Hellebardenträgern, Artilleristen und Ordensrittern auf kaiserlicher Seite und mythischen Kreaturen wie Orks, Goblins, Satyren, Riesen und „dunklen“ Rittern, sowie Bogenschützen auf der Seite der Schattenarmee.
Die Schlacht wird auf einer ca. 2 m² großen Spielmatte ausgetragen, die in sechseckige Felder unterteilt ist. Das aufgedruckte Gelände mit Wegen und Flüssen wird mittels Palisaden, Hecken, Furten, Sümpfen und einem wehrhaften Verteidigungsturm modifiziert.

## Spielverlauf
Die Armeen stehen sich zu Beginn der Schlacht meistens an gegenüberliegenden Seiten der Spielmatte gegenüber. Hier versucht jeder Feldherr schon beim Aufbau seiner Armee, strategisch günstige Positionen einzunehmen. Es können aber auch bestimmte Startaufstellungen vom Szenario vorgegeben sein. Das Ziel der Schlacht ist in der Regel, die feindliche Armee zu eliminieren.
Die Zugreihenfolge ist nicht regelmäßig abwechselnd, sondern wird durch das Ziehen von Aktionskarten bestimmt. Diese geben vor, welche Armee welche Regimenttypen bewegen und angreifen lassen darf. Dabei darf jedes aufgeführte Regiment in der Regel ein Sechseck pro Aktionskarte weiter ziehen. Kämpfe werden mit Hilfe von sechsseitigen Würfeln ausgetragen. Dazu ist jedem Regimenttyp eine bestimmte Anzahl Angriffswürfel und ein Verteidigungswert (Rüstung) zugewiesen.

## Hintergrund
Den Hintergrund der Claymore-Saga bildet das Warhammer-Universum von Games Workshop. Alle verwendeten Truppentypen lassen sich im Tabletop Warhammer Fantasy Battle wiederfinden: Orks, Chaoskrieger, Tiermenschen usw. Im Gegensatz zu HeroQuest jedoch, einem anderen Brettspiel aus dem Warhammer-Universum, wurde dieser Zusammenhang aus der deutschen Übersetzung vollständig entfernt. So wurden aus dem Imperium und seinen Truppen das „Keltische Reich“ und das „kaiserliche Heer“, Tiermenschen mutierten zu Satyren, Goblins zu Gnomen, Orks zu Berserkern und Chaoskrieger zu Dämonen.

## Erweiterungen
Für die Claymore-Saga existieren zwei Erweiterungsboxen, die beide Seiten mit neuen Truppen versorgen: einmal die Kaiserliche Garde und zum anderen die Schatten-Legion. Diese Erweiterungsboxen führen außerdem ein Punktesystem ein, mit dem individuelle Heere zusammengestellt werden können, statt auf die Grundarmeen zurückgreifen zu müssen.